# Jinshajiang Lu
Jinshajiang Lu (chiń. 金沙江路站) – stacja początkowa metra w Szanghaju, na linii 3, 4. Zlokalizowana jest pomiędzy stacjami Caoyang Lu i Zhongshan Gongyuan. Została otwarta 26 grudnia 2000.